# Llagosta verda
La llagosta verda o canària (Panulirus regius) és una espècie de crustaci decàpode de la família Palinuridae, de mida mitjana, que viu a l'Atlàntic, al nord d'Àfrica i al Pacífic a la costa oest del continent americà.

## Característiques
Pesa entre 400 grams i 3 quilos. Closca amb els seus dos costats lleugerament bombats. Espines frontals juntes i corbades cap amunt i cap endavant. Antènules llargues. Coloració verdosa més o menys clara; en cada segment abdominal, una llista transversal groguenca i dues taques del mateix color als dos costats ; pereiopodis (potes) amb línies longitudinals clares. Fins 40 cm de llargada.